# مازيراتي ليفانتي
مازيراتي ليفانتي (بالإنجليزية: Maserati Levante)‏هي سيارة سوف يتم انتاجها من قبل شركة مازيراتي .

## معرض صور

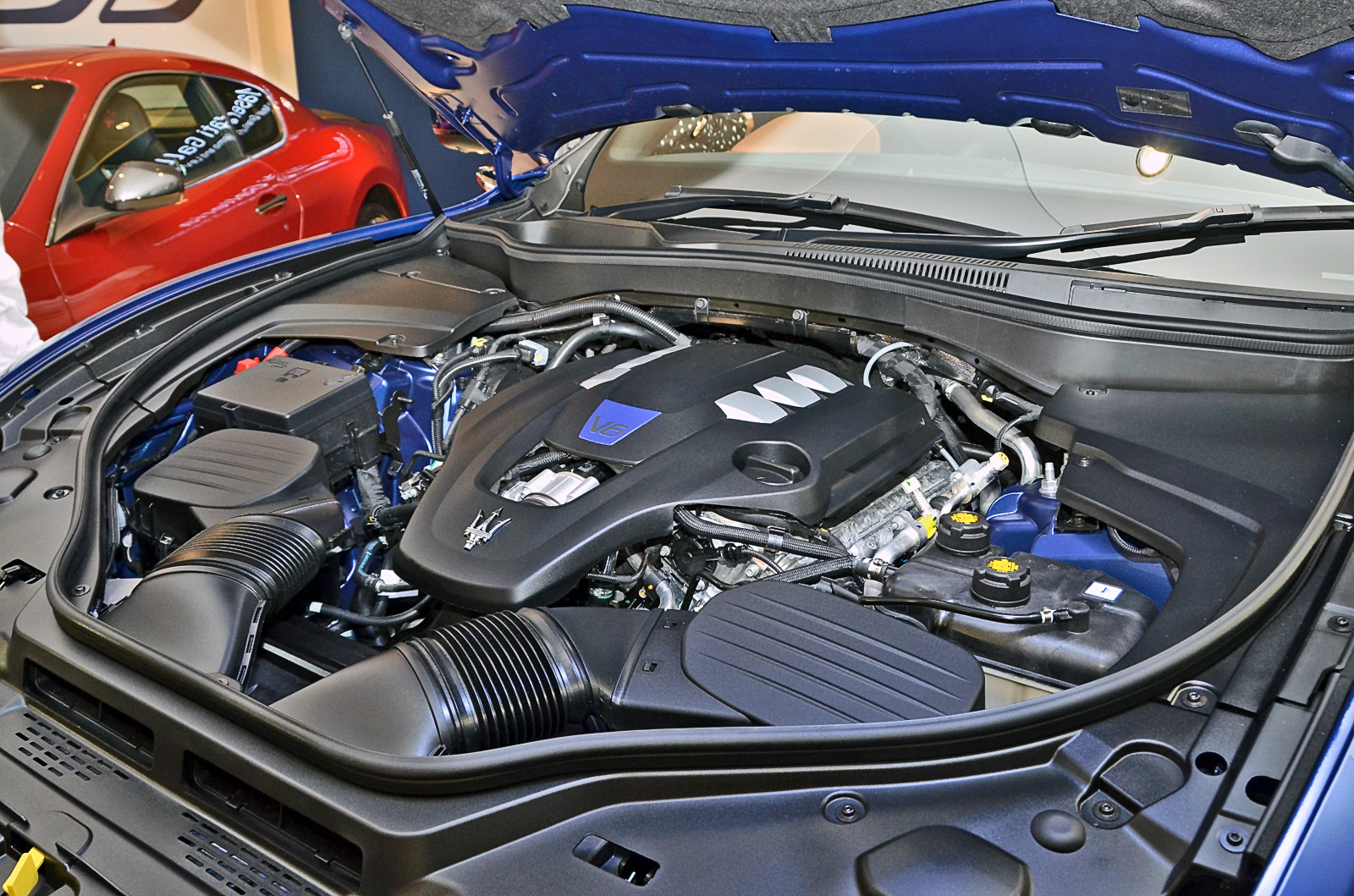
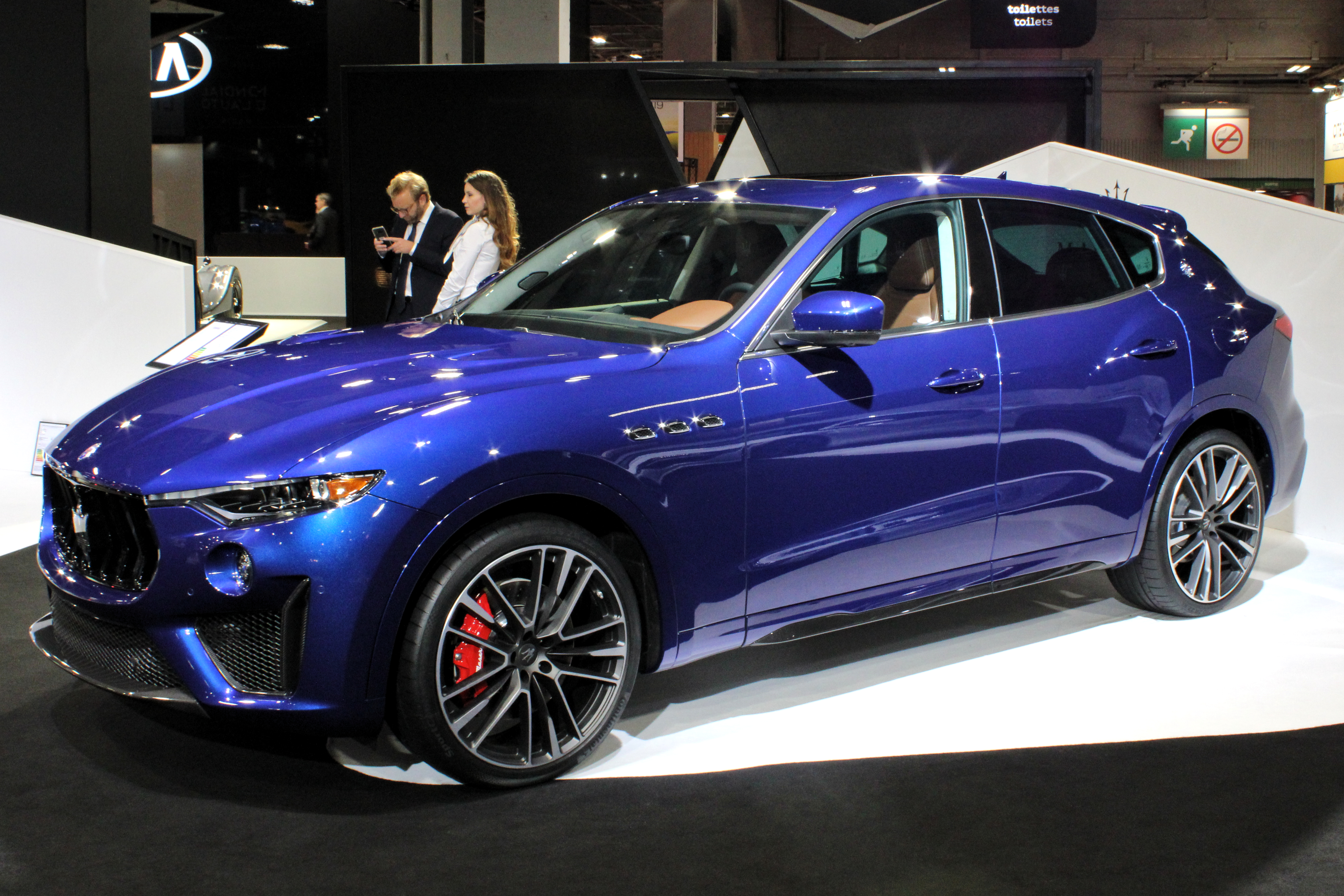
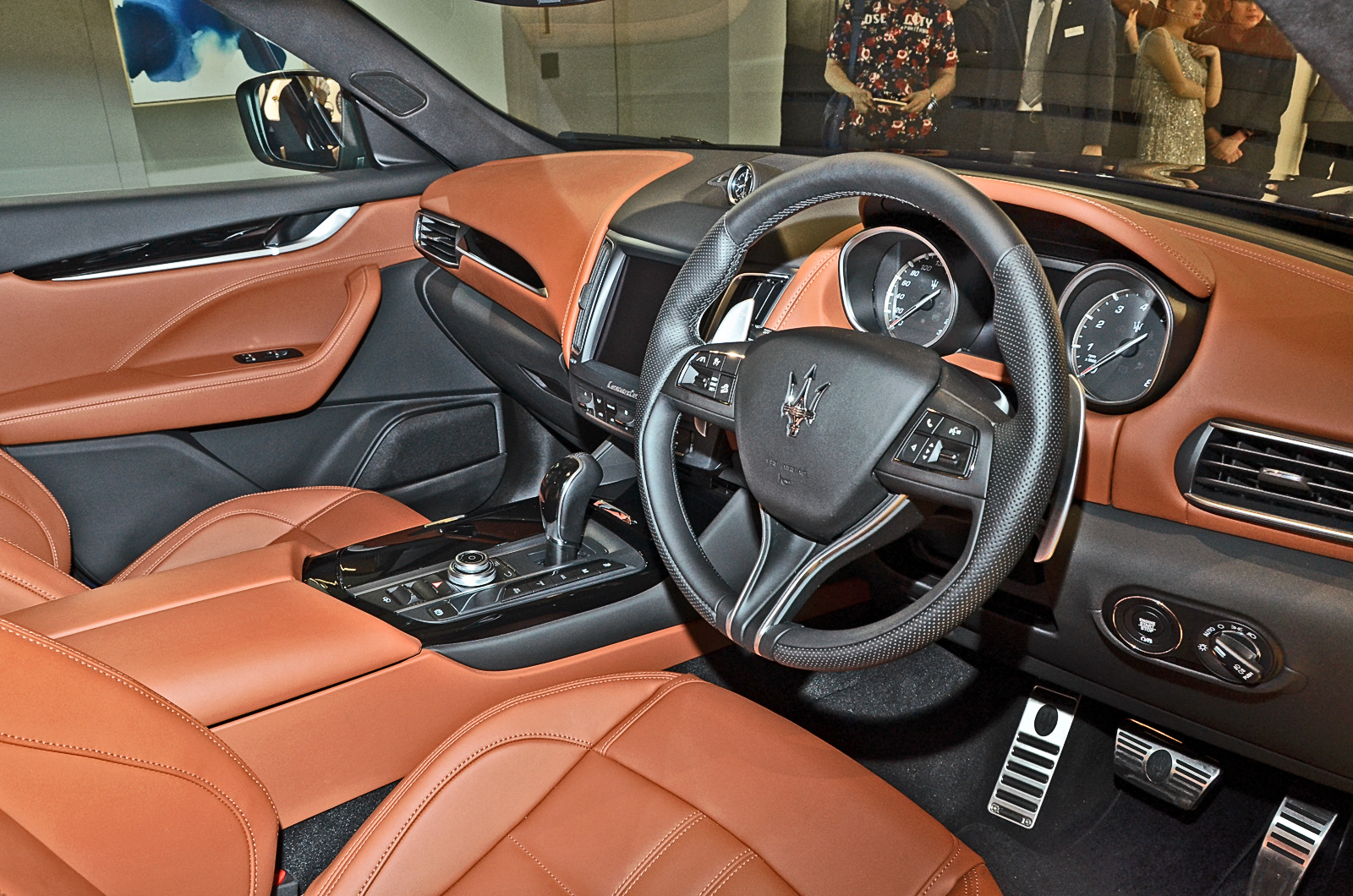
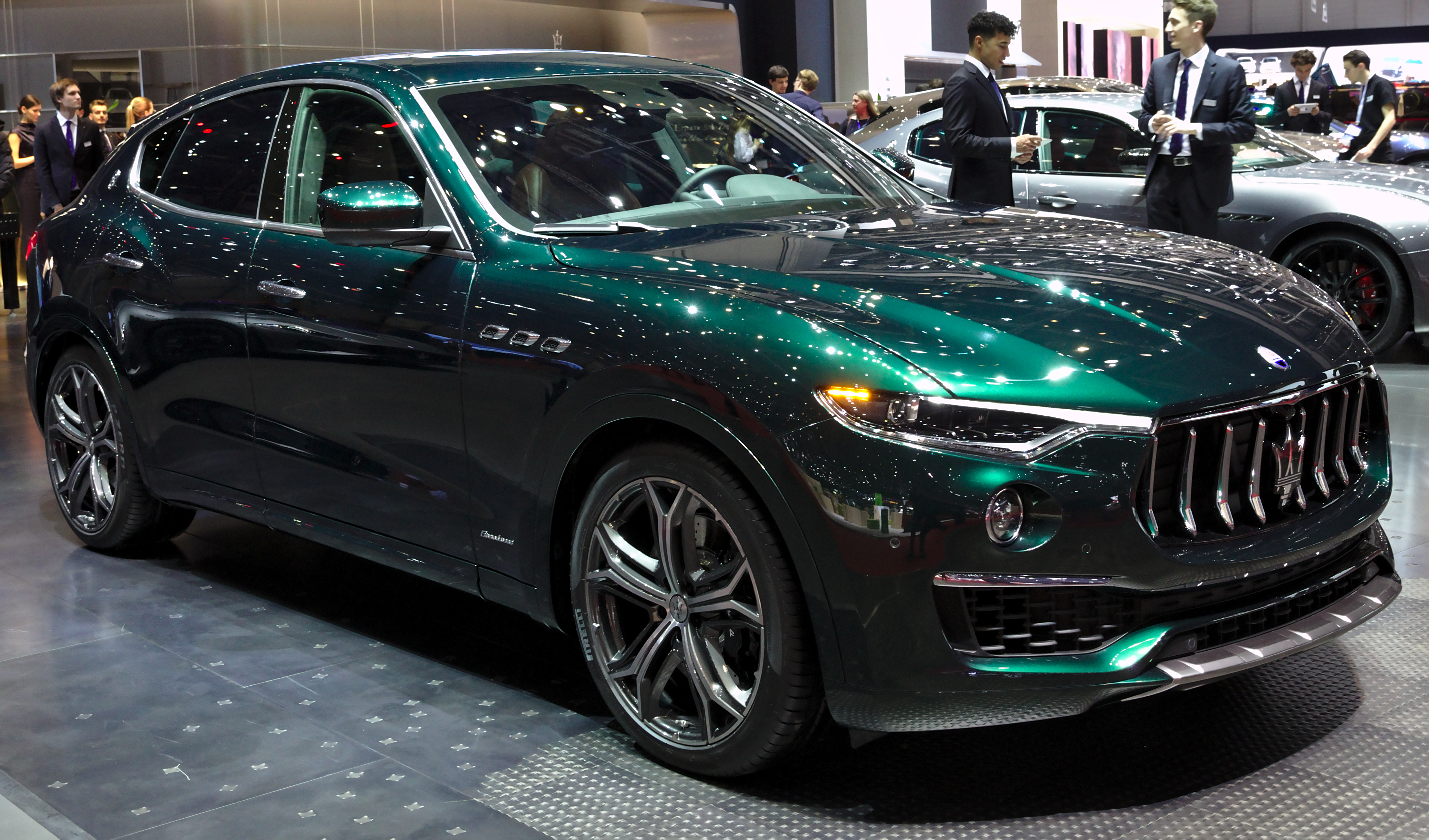